# Pteridium psittacinum
Pteridium psittacinum là một loài dương xỉ trong họ Dennstaedtiaceae. Loài này được Maxon mô tả khoa học đầu tiên năm 1933.
Danh pháp khoa học của loài này chưa được làm sáng tỏ. 